# Neptunium(V)-fluorid
Neptunium(V)-fluorid ist eine chemische Verbindung aus den Elementen Neptunium und Fluor. Es besitzt die Formel NpF5 und gehört zur Stoffklasse der Fluoride.

## Darstellung
Die Darstellung von Neptunium(V)-fluorid gelang durch Umsetzung einer Lösung von NpF6− mit der Lewis-Säure Bortrifluorid (BF3) in wasserfreiem Fluorwasserstoff (HF). Die Reinheit des NpF5 wurde durch sein Mößbauer-Spektrum ermittelt, das nur die Anwesenheit von NpV zeigte.

## Eigenschaften
Neptunium(V)-fluorid ist ein hellblauer Feststoff. Es kristallisiert im tetragonalen Kristallsystem mit den Gitterparametern a = 653,58(18) pm und c = 445,62(14) pm. NpF5 besitzt die gleiche Struktur wie α-UF5. Photochemische Bestrahlung von Neptuniumhexafluorid (NpF6) ergibt ein amorphes Material, von dem angenommen wird, dass es sich um NpF5 handelt.

## Sicherheitshinweise
Einstufungen nach der CLP-Verordnung liegen nicht vor, weil diese nur die chemische Gefährlichkeit umfassen und eine völlig untergeordnete Rolle gegenüber den auf der Radioaktivität beruhenden Gefahren spielen. Auch Letzteres gilt nur, wenn es sich um eine dafür relevante Stoffmenge handelt.